# فلابيانوس ميخائيل ملكي

صورة لفلابيانوس ميخائيل ملكي تعود بين عام 1913 إلى 1915.

فلابيانوس ميخائيل ملكي (بالتركية: Flavianus Michael Malke)‏ (بالسريانيَّة: ܦܠܒܝܐܢܘܣ ܡܝܟܐܝܠ ܡܠܟܝ ) (1858-29 أغسطس عام 1915) كان أسقفًا كاثوليكيًا شرقياً في إخوة القديس أفرام وذو خلفية آشورية. وأصبح راعي الأبرشية السريانية الكاثوليكية لجزيرة ابن عمر. قُتل ملكي في جزيرة ابن عمر أثناء الإبادة الجماعية للأرمن بعد أن رفض اعتناق الإسلام.
في 8 أغسطس من عام 2015، وافق البابا فرنسيس على دعوى تطويبه بعد أن قرر أن ملكي قُتل بسبب إيمانه المسيحي. وتم تطويبه في 29 أغسطس من عام 2015، خلال الذكرى المئوية لقتله.

## السيرة الذاتية
ولد تحت اسم يعقوب ملكي في عام 1858 في كالات مارا، وهي قرية تقع إلى الشرق من ماردين في الدولة العثمانية. وكان ينتمي إلى عائلة آشورية تنحدر من معمورة العزيز. في عام 1868 التحق ملكي بدير الزعفران حيث درس اللغة الآرامية والعربية والتركية بجانب علم اللاهوت. وكرس شماسًا في عام 1878 وسكرتيرًا للمكتبة ومُدرسًا في مدرسة الدير.
كان ملكي يميل نحو الكاثوليكية، وبعد ذلك التحق بمدرسة دير شرف التابعة إلى الكنيسة السريانية الكاثوليكية وأمضى فيها أربع سنوات. تم تعيينه كاهناً في مدينة حلب في 13 مايو من عام 1883 وتم تعيينه للعمل في قرى مختلفة في طور عابدين. تم حرق كنيسته ومنزله خلال مذابح ديار بكر عام 1895 والتي استهدفت سكان المنطقة من المسيحيين، وأدّت أيضًا إلى مقتل العديد من أعضاء رعيته بمن فيهم والدته. في السنوات التالية شغل منصب الكاهن الزائر في عدة قرى في منطقة طور عابدين حيث ساعد في جهود إعادة البناء. وبسبب أعماله، تم تعيين ملكي في عام 1897 في منصب نائب أسقف ماردين وجزيرة ابن عمر. في 19 يناير من عام 1913 تم تكريسه أسقفًا مع البطريرك المستقبلي إغناطيوس جبرائيل الأول تبوني في بيروت. 
في صيف عام 1915، في ذروة الإبادة الجماعية للأرمن، في منطقة طور عابدين الريفية، عاد ملكي إلى المنطقة، والذي كان في آزاخ في ذلك الوقت، إلى جزيرة ابن عمر بعد سماعه أنباء عن مذبحة وشيكة ضد المسيحيين هناك ورفض الفرار رغم نصحه بذلك من قبل القادة المسلمين المحليين. اعتقلته السلطات العثمانية في 28 أغسطس من عام 1915، إلى جانب أسقف المدينة الكلداني فيليب جاك أبراهيم. طبقًا لشهود عيان مسلمين، فقد تم تختييرهم بين الموت أو التحول إلى الإسلام في اليوم التالي، وبعد رفضهم، قُتل جاك أبراهيم على الفور بالرصاص، وتعرض ملكي للضرب حتى أصبح فاقدًا للوعي وتم قطع رأسه بعد ذلك.

## تطويبه
في عام 2010، أطلق البطريرك السرياني الكاثوليكي طلبًا للتطويب على ميخائيل ملكي. أعلن الكرسي الرسولي أنه خادم الله، وهي الخطوة الأولى نحو القداسة.
 في 30 سبتمبر من عام 2012، تم تقديم تقرير إلى روما من قبل البطريرك السرياني الكاثوليكي لدعوى تطويب ميخائيل ملكي.
في 8 أغسطس من عام 2015، تمت الموافقة على دعوى التطويب بعد أن قرر البابا فرنسيس أن ملكي قتل في كراهية لإيمانه. وترأس الكاردينال أنجيلو أماتو - نيابةً عن البابا - عملية التطويب في لبنان في 29 أغسطس من عام 2015.